# Горица (Коњиц)
Бушћак је насељено место у Босни и Херцеговини у општини Коњиц у Херцеговачко-неретванском кантону које административно припада Федерацији Босне и Херцеговине. Према попису становништва из 1991. у насељу је живјело 188 становника.

## Становништво
По последњем службеном попису становништва из 1991. године, у насељу Горица живело је 188 становника. Становници су претежно били Муслимани.
| Националност | 1991.        | 1981. | 1971. |
| Муслимани    | 179 (95,21%) |       |       |
| Хрвати       | 9 (4,79%)    |       |       |
| Укупно       | 188          |       |       |